# Фудзисава-Хоммати
Станция Фудзисава-Хоммати (яп. 藤沢本町駅 фудзисава хоммати эки) — железнодорожная станция на линии Эносима, расположенная в городе Фудзисава, префектуры Канагава. Станция расположена в 53,6 километрах от конечной станции линий Одакю — Синдзюку. Станция была открыта 1 апреля 1929 года.

## Планировка станции
2 пути и две платформы бокового типа.
| 1,2 | ■ Линия Эносима | Фудзисава,Катасэ-Эносима |
| 3,4 | ■ Линия Эносима | Сагами-Оно,Синдзюку      |

## Близлежащие станции
| «             |               | Линия            |               | »             |
| Линия Эносима | Линия Эносима | Линия Эносима    | Линия Эносима | Линия Эносима |
| ------------- | ------------- | ---------------- | ------------- | ------------- |
| Дзэнгё        |               | Local (各駅停車) |               | Фудзисава     |